# Iván de la Peña
Pour les articles homonymes, voir Peña (homonymie).
 (juillet 2009).
Si vous disposez d'ouvrages ou d'articles de référence ou si vous connaissez des sites web de qualité traitant du thème abordé ici, merci de compléter l'article en donnant les références utiles à sa vérifiabilité et en les liant à la section « Notes et références ».
Iván de la Peña López, né le 6 mai 1976 à Santander (Cantabrie, Espagne), est un joueur de football espagnol reconverti en entraîneur. Il évolue de 2002 jusqu'en 2011 au RCD Espanyol après être passé par le FC Barcelone, la Lazio et l'Olympique de Marseille. Formé à La Masía du FC Barcelone, De la Peña est un joueur très apprécié pour sa finesse technique, ses coups francs, son sens du jeu et sa qualité de passe bien que ses qualités physiques soient assez moyennes dans l'ensemble (vitesse, physique, endurance notamment). Son poste est milieu offensif ou relayeur. Son crâne luisant l'a très vite fait surnommé « Little Buddha » par les supporters catalans et la presse spécialisée.
En juillet 2011, Iván de la Peña est nommé entraîneur adjoint de l'AS Rome mais quitte ses fonctions un mois plus tard pour raisons personnelles.

## Biographie

### Débuts
Lancé dans le grand bain par Johan Cruyff, De La Peña est considéré comme étant un très grand espoir au début de sa carrière. En 1995-1996, il marque sept buts pour trente apparitions en championnat. Pièce maîtresse sous l'ère Cruyff et Bobby Robson, il dispute notamment comme titulaire la finale de la Coupe des Coupes 1997 contre le Paris Saint-Germain. Il est tout naturellement élu en 1996 et 1997 « espoir de l'année » par le quotidien espagnol El País. Cependant, sa progression s'arrête nette à la suite de l'arrivée de Louis van Gaal, qui l'écarte du onze titulaire. Jouissant d'une très belle cote en Europe, il est transféré en 1998 à la Lazio Rome, pour 95 MF (soit 14,5 M€).

### Lazio et OM
Mais son expérience italienne tourne court. Il ne joue que quinze matchs de championnat et ne rentre pas en jeu lors de la finale de la Coupe des coupes, gagnée par la Lazio contre Majorque. 
En 1999-2000, il est prêté à l'Olympique de Marseille où il tente de se relancer. Mais le contexte marseillais (changement d'entraîneur, colère des supporters, etc.) ne favorise pas son adaptation. De plus, des blessures à répétition l'empêchent d'intégrer durablement l'équipe phocéenne. 
En 2000-2001, il est une nouvelle fois prêté, cette fois-ci à son club formateur. Mais le « retour de l'enfant prodige » à Barcelone ne prend pas : il ne joue que neuf matchs en championnat dont un seul comme titulaire.
L'année suivante, de retour à Rome, il n’apparaît qu'une seule fois en championnat avec la Lazio.

### RCD Espanyol
Lassé de cette instabilité chronique, De La Peña signe au RCD Espanyol le 29 août 2002 pour une saison. Dans un club à dimension familiale, l'ancien Blaugrana retrouve ses sensations, allant même jusqu'à connaître en 2005 ses premières et dernières sélections avec l'équipe nationale ibérique. 
Il finit meilleur passeur de Liga lors de la saison 2003-2004 avec treize passes délivrées. En plus de réaliser son exercice le plus réussi en carrière, De La Peña permet à l'Espanyol de finir seizième du championnat, évitant au club barcelonais une descente en seconde division. En 2006, il gagne la Coupe d'Espagne contre le Real Saragosse mais n'est pas appelé pour disputer la Coupe du monde. 
En 2006-2007, De la Peña dispute sa deuxième finale européenne en tant que titulaire, l'Espanyol atteignant la finale de la Coupe de l'UEFA. Sorti à la 85e minute, il ne prend pas part à la séance de tirs au but qui voit son équipe perdre contre Séville.
Les saisons 2007-2008 et 2008-2009 sont plus difficiles pour De la Peña et l'Espanyol. Régulièrement blessé, il n'aide que par intermittence son équipe à se maintenir en Liga. Lors de la 24e journée de Liga 2008-09, il inscrit toutefois un doublé pour son club lors d'une victoire « historique » de l'Espanyol au Camp Nou. Le petit milieu de terrain n'avait plus marqué en championnat depuis presque quatre ans.
L'entraîneur Mauricio Pochettino l'annonce comme la « meilleure recrue » du club pour la saison 2010-2011, mais de nouveaux pépins physiques l'empêchent de se préparer correctement.
Le 19 mai 2011, il annonce sa retraite en conférence de presse sous les applaudissements des journalistes et de ses coéquipiers.

### Entraîneur
En juin 2011, Luis Enrique, entraîneur de l'AS Rome, fait appel à Iván de la Peña pour qu'il soit son assistant mais il quitte ses fonctions un mois plus tard pour raisons personnelles.

## Statistiques
Ce tableau ci-dessous présente les statistiques en carrière de joueur d'Ivan de la Peña,. Il finit meilleur passeur de Liga en 2004.
| Saison                | Club                          | Championnat           | Championnat | Championnat | Championnat | Coupe(s) nationale(s) | Coupe(s) nationale(s) | Coupe(s) nationale(s) | Supercoupe | Supercoupe | Supercoupe | Compétition(s) continentale(s) | Compétition(s) continentale(s) | Compétition(s) continentale(s) | Compétition(s) continentale(s) | Supercoupe UEFA | Supercoupe UEFA | Supercoupe UEFA | Espagne | Espagne | Espagne | Total | Total | Total |
| Saison                | Club                          | Division              | M.          | B.          | P.d.        | M.                    | B.                    | P.d.                  | M.         | B.         | P.d.       | Comp.                          | M.                             | B.                             | P.d.                           | M.              | B.              | P.d.            | M.      | B.      | P.d.    | M.    | B.    | P.d.  |
| 1995-1996             | FC Barcelone                  | Primera División      | 31          | 7           | 5           | 4                     | 0                     | 3                     | -          | -          | -          | C3                             | 7                              | 2                              | 3                              | -               | -               | -               | -       | -       | -       | 42    | 9     | 11    |
| 1996-1997             | FC Barcelone                  | Primera División      | 33          | 2           | 4           | 3                     | 1                     | 1                     | 1          | 1          | 0          | C2                             | 6                              | 0                              | 1                              | -               | -               | -               | -       | -       | -       | 43    | 4     | 6     |
| 1997-1998             | FC Barcelone                  | Primera División      | 17          | 2           | 4           | 2                     | 0                     | 0                     | -          | -          | -          | C1                             | 2                              | 0                              | 0                              | 1               | 0               | 0               | -       | -       | -       | 22    | 2     | 4     |
| Sous-total            | Sous-total                    | Sous-total            | 81          | 11          | 13          | 9                     | 1                     | 4                     | 1          | 1          | 0          | -                              | 15                             | 2                              | 4                              | 1               | 0               | 0               | -       | -       | -       | 107   | 15    | 21    |
| 1998-1999             | Lazio Rome                    | Serie A               | 15          | 0           | 1           | 3                     | 0                     | -                     | 1          | 0          | 0          | C2                             | 4                              | 1                              | 1                              | -               | -               | -               | -       | -       | -       | 23    | 1     | 2     |
| 2001-2002             | Lazio Rome                    | Serie A               | 1           | 0           | 0           | 1                     | 0                     | -                     | -          | -          | -          | -                              | -                              | -                              | -                              | -               | -               | -               | -       | -       | -       | 2     | 0     | 0     |
| Sous-total            | Sous-total                    | Sous-total            | 16          | 0           | 1           | 4                     | 0                     | -                     | 1          | 0          | 0          | -                              | 4                              | 1                              | 1                              | -               | -               | -               | -       | -       | -       | 25    | 1     | 2     |
| 1999-2000             | Olympique de Marseille (prêt) | Division 1            | 12          | 1           | 0           | -                     | -                     | -                     | -          | -          | -          | C1                             | 7                              | 0                              | 1                              | -               | -               | -               | -       | -       | -       | 19    | 1     | 1     |
| Sous-total            | Sous-total                    | Sous-total            | 12          | 1           | 0           | -                     | -                     | -                     | -          | -          | -          | -                              | 7                              | 0                              | 1                              | -               | -               | -               | -       | -       | -       | 19    | 1     | 1     |
| 2000-2001             | FC Barcelone (prêt)           | Primera División      | 9           | 0           | 0           | 1                     | 0                     | -                     | -          | -          | -          | C1                             | 3                              | 0                              | 1                              | -               | -               | -               | -       | -       | -       | 13    | 0     | 1     |
| Sous-total            | Sous-total                    | Sous-total            | 9           | 0           | 0           | 1                     | 0                     | -                     | -          | -          | -          | -                              | 3                              | 0                              | 1                              | -               | -               | -               | -       | -       | -       | 13    | 0     | 1     |
| 2002-2003             | RCD Espanyol                  | Primera División      | 29          | 0           | 4           | -                     | -                     | -                     | -          | -          | -          | -                              | -                              | -                              | -                              | -               | -               | -               | -       | -       | -       | 29    | 0     | 4     |
| 2003-2004             | RCD Espanyol                  | Primera División      | 25          | 1           | 13          | -                     | -                     | -                     | -          | -          | -          | -                              | -                              | -                              | -                              | -               | -               | -               | -       | -       | -       | 25    | 1     | 13    |
| 2004-2005             | RCD Espanyol                  | Primera División      | 30          | 3           | 7           | 1                     | 0                     | -                     | -          | -          | -          | -                              | -                              | -                              | -                              | -               | -               | -               | 3       | 0       | 0       | 34    | 3     | 7     |
| 2005-2006             | RCD Espanyol                  | Primera División      | 30          | 0           | 9           | 6                     | 0                     | 1                     | -          | -          | -          | C3                             | 8                              | 0                              | 1                              | -               | -               | -               | 2       | 0       | 1       | 46    | 0     | 12    |
| 2006-2007             | RCD Espanyol                  | Primera División      | 26          | 0           | 5           | 1                     | 0                     | 0                     | 1          | 0          | 0          | C3                             | 10                             | 1                              | 4                              | -               | -               | -               | -       | -       | -       | 38    | 1     | 9     |
| 2007-2008             | RCD Espanyol                  | Liga                  | 12          | 0           | 1           | 3                     | 0                     | 1                     | -          | -          | -          | -                              | -                              | -                              | -                              | -               | -               | -               | -       | -       | -       | 15    | 0     | 2     |
| 2008-2009             | RCD Espanyol                  | Liga                  | 22          | 4           | 3           | -                     | -                     | -                     | -          | -          | -          | -                              | -                              | -                              | -                              | -               | -               | -               | -       | -       | -       | 22    | 4     | 3     |
| 2009-2010             | RCD Espanyol                  | Liga                  | 4           | 0           | 0           | 1                     | 0                     | 0                     | -          | -          | -          | -                              | -                              | -                              | -                              | -               | -               | -               | -       | -       | -       | 5     | 0     | 0     |
| 2010-2011             | RCD Espanyol                  | Liga                  | 2           | 0           | 0           | -                     | -                     | -                     | -          | -          | -          | -                              | -                              | -                              | -                              | -               | -               | -               | -       | -       | -       | 2     | 0     | 0     |
| Sous-total            | Sous-total                    | Sous-total            | 180         | 8           | 42          | 12                    | 0                     | 2                     | 1          | 0          | 0          | -                              | 18                             | 1                              | 5                              | -               | -               | -               | 5       | 0       | 1       | 216   | 9     | 50    |
| Total sur la carrière | Total sur la carrière         | Total sur la carrière | 298         | 20          | 56          | 26                    | 1                     | 6                     | 3          | 1          | 0          | -                              | 47                             | 4                              | 12                             | 1               | 0               | 0               | 5       | 0       | 1       | 380   | 26    | 75    |

### Carrière d'entraîneur
- juil 2011-août 2011 : AS Rome (entraîneur assistant)

## Palmarès

### En club
- Vainqueur de la Coupe d'Europe des Vainqueurs de Coupe en 1997 avec le FC Barcelone et en 1999 avec la Lazio
- Vainqueur de la Supercoupe d'Europe en 1997 avec le FC Barcelone
- Champion d'Espagne en 1998 avec le FC Barcelone
- Vainqueur de la Coupe d'Espagne en 1997 et en 1998 avec le FC Barcelone et en 2006 avec le RCD Espanyol
- Vainqueur de la Supercoupe d'Espagne en 1996 avec le FC Barcelone

### En équipe d'Espagne
- 5 sélections en 2005

### Distinction individuelle
- Élu révélation du championnat espagnol en 1996